# 皇家香港警察的最後一夜
《皇家香港警察的最後一夜》共分上下集《一體兩旗》和《命運交響曲》，是劉成漢及張偉強於1999年和2002年執導的香港電影，由藝發局支持拍攝。

## 故事
- 《一體兩旗》：一位中年警員的葬禮於1997年7月1日舉行。透過他的一生，回顧1967年暴動及1977年警廉衝突。
- 《命運交響曲》：以年青交通警和民運女友的愛恨交纏，來反映八九民運和九七回歸對港人情感上的衝擊。

## 創作背景
《一體兩旗》含有從英國BBC買來的六七暴動真實片段，呈現1967年香港左派暴動的情景。